# Gare centrale de Kiruna
La gare centrale de Kiruna (suédois: Kiruna centralstation) est une gare ferroviaire suédoise de la ligne Malmbanan, située à Kiruna.

## Situation ferroviaire
Établie à 506 mètres d'altitude, la gare centrale de Kiruna est située au point kilométrique (PK) 304 de la ligne Malmbanan, entre les gares voyageurs de Sjisjka et de Krokvik.

## Histoire

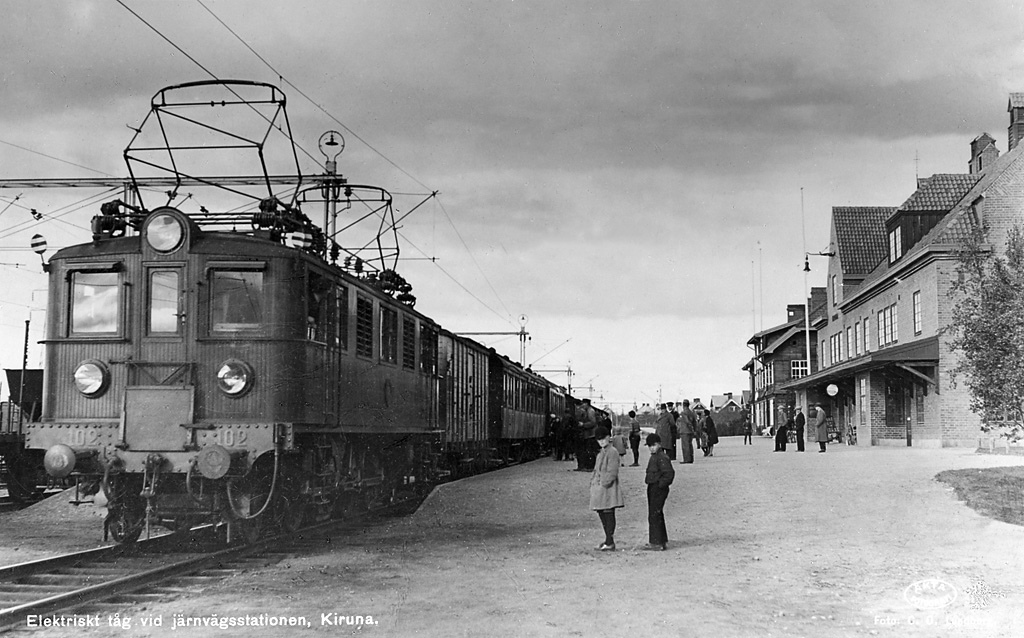
Train électrique à la gare de Kiruna, tiré par un SJ D.

La gare a été construite en 1915 en brique, conçu par Folke Zettervall. La gare est déclarée un bâtiment historique le 21 août 1986, avec un certain nombre de bâtiments de la gare des chemins de fer suédois.
La gare est un bâtiment historique protégé (Byggnadsminne) (#21300000015013) par la direction nationale du patrimoine de Suède (Riksantikvarieämbetet). La "Gare de Kiruna se compose de grandes surfaces murales cohésives, avec de petites ouvertures... en briques Skåne. Les plafonds sont en briques couverts de petites lucarnes. Le bâtiment est construit dans le Style romantique national.
Le bâtiment de la gare a de grandes valeurs architecturales grâce à son extérieur monumentale, avec son asymétrie riche et variée, ainsi que dans la conception des détails de construction." .

## Service des voyageurs

### Desserte
La gare est desservie par jusqu'à trois services quotidiens vers le nord sur la ligne de minerai de fer à la gare de Narvik en Norvège. Au sud, la gare est desservie par deux services quotidiens à la gare centrale de Luleå et de la gare centrale de Stockholm. Tous les trains sont exploités par SJ.